# Vidigulfo
Vidigulfo (lombardul: Vidigülf) település Olaszországban, Lombardia régióban, Pavia megyében. Lakosainak száma 6704 fő (2023. január 1.). Vidigulfo Ceranova, Landriano, Siziano, Torrevecchia Pia, Lacchiarella, Bornasco és Marzano községekkel határos.

## Népesség
A település lakossága az elmúlt években az alábbi módon változott:
| Lakosok száma | 6360 | 6422 | 6704 |
|               | 2017 | 2018 | 2023 |